# Pomnik Józefa Dietla w Krakowie
Pomnik Józefa Dietla – pomnik autorstwa Xawerego Dunikowskiego znajdujący się na placu Wszystkich Świętych, przed budynkiem magistratu w Krakowie.

## Opis
Pomnik przedstawia Józefa Dietla, wybitnego prezydenta Krakowa, rektora Uniwersytetu Jagiellońskiego, Honorowego Obywatela Krakowa. 
Odlew z brązu został wykonany w 1936 w warszawskim zakładzie Braci Łopieńskich. Uroczyste odsłonięcie pomnika nastąpiło w 60. rocznicę śmierci Dietla – 8 października 1938. Cokół pomnika wykonany został z granitu wołyńskiego przez Xawerego Dunikowskiego. 
Jest to jedno z największych osiągnięć sztuki pomnikowej w Polsce. Autor pomnika, aby wybrać dla niego dogodne miejsce, woził makietę po wszystkich placach Krakowa. Znalazł je w pobliżu kościoła Franciszkanów przy placu Wszystkich Świętych.

## Galeria

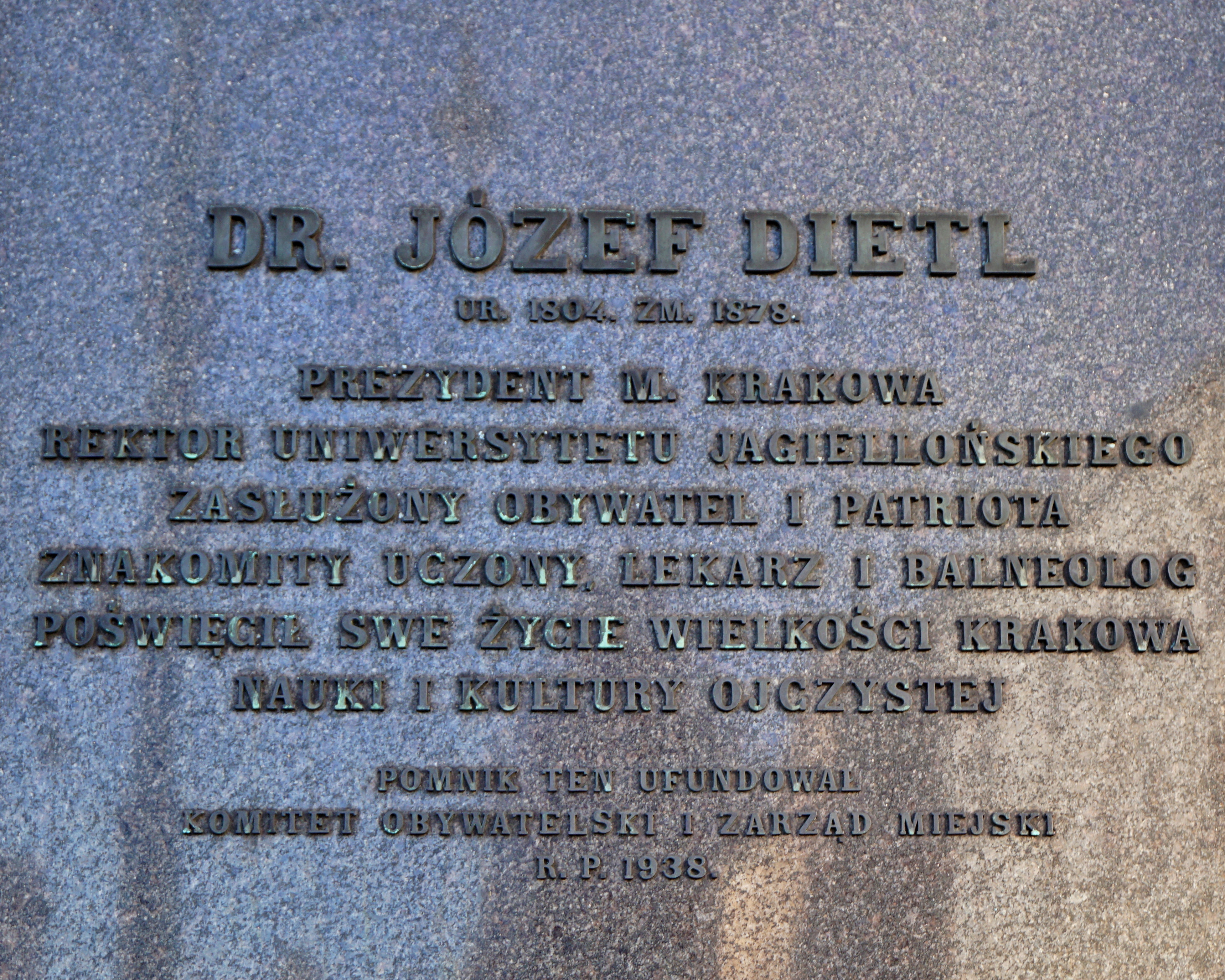